# Jack Melford
Jack Melford (Londres, 5 de setembro de 1899 – Poole, 22 de dezembro de 1972) foi um ator de televisão e cinema britânico. Ele foi o irmão do roteirista e diretor Austin Melford.

## Filmografia selecionada
- Look Up and Laugh (1935)
- Department Store (1935)
- Find the Lady (1936)
- Luck of the Turf (1936)
- If I Were Rich (1936)
- Jump for Glory (1937)
- It's in the Air (1938)
- Scruffy (1938)
- Let's Make a Night of It (1938)